# Trappola per turisti

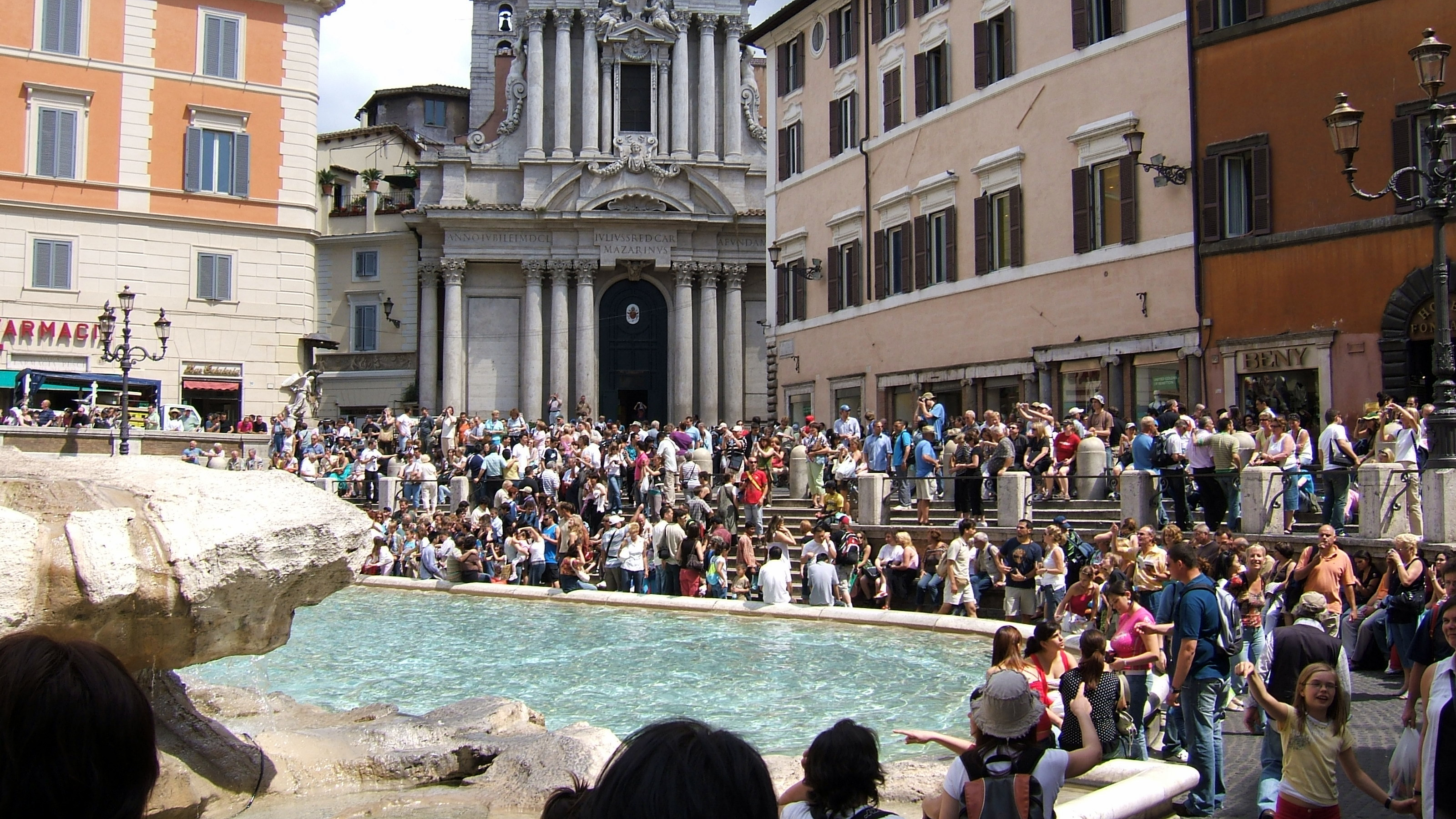
Visitatori davanti alla fontana di Trevi, considerata una delle peggiori "trappole per turisti" secondo alcuni sondaggi

Una trappola per turisti è un luogo o servizio, caratterizzato da una forte affluenza di turisti e il cui costo è giudicato eccessivamente elevato. Ciò può tradursi in esperienze che deludono le aspettative eccessive che i turisti stessi si erano creati.

## Descrizione
L'espressione, oltre ad essere riconosciuta (nella versione inglese tourist trap) da alcuni dizionari, come Merriam-Webster e Enciclopedia Britannica, è ricorrente in articoli di giornale, statistiche e classifiche sulle attrazioni considerate deludenti oppure accusate di approfittare dei loro acquirenti.
Sono diverse le modalità attraverso le quali un luogo può venire indicato come "trappola per turisti". Secondo la giornalista Elizabeth Becker, è un "segnale d'allarme" quando, «nelle vicinanze di monumenti o spiagge, si accalcano orde di acquirenti in stile Black Friday negli Stati Uniti». Secondo altri, sono trappole per turisti i luoghi di ristoro, i negozi di souvenir e altri servizi analoghi che vendono prodotti a costi giudicati troppo elevati, oppure vere e proprie truffe a danno dei visitatori.